# Copa IHF
La Copa IHF fue una competición internacional entre clubes de balonmano organizada por la IHF. Se celebró anualmente desde la temporada 1981-82 hasta la 1992-93 que fue substituida por la Copa EHF, organizada por la Federación Europea de Balonmano.  

## Fases Finales (masculinas)
| Copa IHF |                      |             |                      |                       |                          |
| Temp.    | Campeón              | Resultado   | Subcampeón           | Semifinalista 1       | Semifinalista 2          |
| 1992-93  | Teka Santander       | 20-24 26-19 | Bayer Dormagen       | Steaua Bucarest       | SG Leutershausen         |
| 1991-92  | SG Wallau Massenheim | 25-23 20-22 | SKA Minsk            | BM Alzira Avidesa     | Proleter Zrenjanin       |
| 1990-91  | Borac Banja Luka     | 20-15 23-24 | CSKA Moscú           | SKP Bratislava        | TUSEM Essen              |
| 1989-90  | SKIF Krasnodar       | 27-25 29-13 | Proleter Zrenjanin   | CD Cajamadrid         | Dukla Praga              |
| 1988-89  | TURU Düsseldorf      | 17-12 15-17 | SC Magdeburg         | CD Cajamadrid         | SKIF Krasnodar           |
| 1987-88  | HC Minaur Baia Mare  | 20-21 23-20 | Granitas Kaunas      | FC Barcelona          | TSV St. Otmar St. Gallen |
| 1986-87  | Granitas Kaunas      | 23-23 18-18 | Atlético de Madrid   | VfL Gummersbach       | Uraedd Porsgrun          |
| 1985-86  | Raba Vasas ETO       | 23-17 20-24 | Tecnisa Alicante     | Proleter Zrenjanin    | Lugi Lund                |
| 1984-85  | HC Minaur Baia Mare  | 22-17 14-18 | ZTR Zaporozhye       | WAT Margareten Viena  | Tecnisa Alicante         |
| 1983-84  | TV Großwallstadt     | 20-19 16-15 | HG Gladsaxe          | Banyasz Tatabanya     | Lokomotiva Trnava        |
| 1982-83  | ZTR Zaporozhye       | 22-20 23-16 | IFK Karlskrona       | Reinikendorfer Füchse | BK 46                    |
| 1981-82  | VfL Gummersbach      | 23-14       | Zeljeznicar Sarajevo | Pfadi Winterthur      | Slavia de Praga          |

### Representación española (masculina)
| Representante español |                    |           |
| Temp.                 | Equipo             | Posición  |
| 1992-93               | Teka Santander     | Campeón   |
| 1991-92               | BM Alzira Avidesa  | 1/2 Final |
| 1990-91               | Atlético de Madrid | 1/4 Final |
| 1989-90               | CD Cajamadrid      | 1/2 Final |
| 1988-89               | CD Cajamadrid      | 1/2 Final |
| 1987-88               | FC Barcelona       | 1/2 Final |
| 1986-87               | Atlético de Madrid | Final     |
| 1985-86               | Tecnisa Alicante   | Final     |
| 1984-85               | Tecnisa Alicante   | 1/2 Final |
| 1983-84               | BM Granollers      | 1/4 Final |
| 1982-83               | BM Granollers      | 1/8 Final |

## Fases Finales Femeninas
| Copa IHF |                      |             |                         |                       |                         |
| Temp.    | Campeón              | Resultado   | Subcampeón              | Semifinalista 1       | Semifinalista 2         |
| 1992-93  | Rapid Bucarest       | 28-16 22-24 | CSL Dijon               | HC Leipzig            | IF Gjerpen              |
| 1991-92  | HC Leipzig           | 24-19 28-18 | Tempo Partizanske       | HC Kuban Krasnodar    | Textila Zalau           |
| 1990-91  | RK Lokomotiva Zagreb | 19-11 19-20 | TSV Bayer 04 Leverkusen | Textila Zalau         | HC Kuban Krasnodar      |
| 1989-90  | ASK Vorwaerts        | 22-19 16-21 | Spartak Kiev            | Muresul T. Mures      | Spartacus Budapest      |
| 1988-89  | Chimistul Vilcea     | 26-18 21-26 | Egle Vilnius            | Spartacus Budapest    | TSV Bayer 04 Leverkusen |
| 1987-88  | Egle Vilnius         | 34-20 22-32 | Buducnost Titograd      | TSC Berlin            | Belinka Ljubljana       |
| 1986-87  | Buducnost Titograd   | 23-21 27-34 | Start Bratislava        | Automobilist Baku     | Spartacus Budapest      |
| 1985-86  | HC Leipzig           | 22-16 15-25 | MVSC Debrecen           | Druzstevnik Topolniky | Tyresö HF               |
| 1984-85  | ASK Vorwaerts        | 19-17 13-19 | Vasas Budapest          | TV Lutzellinden       | Iskra Partizanske       |
| 1983-84  | Chimistul Vilcea     | 22-18 29-21 | VfL Oldenburg           | Spartacus Budapest    | Iskra Partizanske       |
| 1982-83  | Automobilist Baku    | 20-14 18-15 | Empor Rostock           | TJ Topolniky          | TC Veszprém             |
| 1981-82  | RK Tresnjevka Zagreb | 30-27 17-19 | Egle Vilnius            | TSC Berlin            | Mora Swift Roermond     |

### Representación española (femenina)
| Representante español |                       |           |
| Temp.                 | Equipo                | Posición  |
| 1992-93               | Balonmano Remudas     | 1/4 Final |
| 1991-92               | Constructora Estellés | 1/8 Final |
| 1990-91               | EMT Pegaso Madrid     | 1/8 Final |
| 1989-90               | BM Leganés            | 1/8 Final |
| 1988-89               | no Clasificado        |           |
| 1987-88               | BM Leganés            | 1/8 Final |
| 1986-87               | BM Leganés            | 1/8 Final |
| 1985-86               | CB Hernani            | 1/8 Final |
| 1984-85               | Medes Seguros Onda    | 1/8 Final |
| 1983-84               | Balonmano Zaragoza    | 1/8 Final |
| 1982-83               | Aieta San Sebastián   | 1/8 Final |